# قاموس أكسفورد للإسلام
قاموس أكسفورد للإسلام هو قاموس للإسلام نشرته مطبعة جامعة أكسفورد ورئيس تحريره جون إسبوزيتو.

## نظرة عامة
يحتوي القاموس على أكثر من 2000 مدخل في مجموعة واسعة من الموضوعات الإسلامية.

## روابط خارجية
- مراجعة نسخة محفوظة 27 فبراير 2006 على موقع واي باك مشين. على atheism.about.com
- قاموس أكسفورد للإسلام في شكل كتاب إلكتروني على موقع Oxford Reference Online (الاشتراك مطلوب. )